# Louis Marie Levesque de Laferrière
Comte Louis Marie Levesque de Laferrière (auch Levesque de la Ferrière oder de Laferrière-Levesque; * 9. April 1776 in Redon; † 23. November 1834 in Vallery) war ein General der Revolution und des Empire.

## Leben
Louis Marie Levesque de Laferrière war der Sohn von François-Marie Lévesque, Sieur de la Ferrière. Der junge Louis-Marie studierte in Rennes.

### Militärische Karriere
Er trat zunächst in die Garde Nationale de Rennes ein und wechselte dann in das Régiment de Royal Deux-Ponts. Mit diesem nahm er an den Feldzügen der Jahre 1793 und 1794 teil und gehörte mit dem Regiment in dieser Zeit zur „Armée du Nord“ und zur „Armée de Sambre-et-Meuse“. Als Aide-de-camp von Général Monnet war er in die Vendée (Aufstand der Vendée) abkommandiert. Danach zum 3e régiment de hussards versetzt, nahm er an der Schlacht bei Austerlitz (1805), der Schlacht bei Eylau (1807) und der Schlacht bei Friedland (1807) teil.
Unter dem Befehl von Maréchal Ney diente er in Spanien und kämpfte 1808 in der Schlacht bei Tudela. Am Col de Banos und am Miranda do Corvo wurde er verwundet.
Am 13. Mai 1813 wurde der Chevalier zum Général de brigade und am 28. November 1813 zum Général de division befördert. Im gleichen Jahr kämpfte er in der Schlacht bei Dresden, der Schlacht bei Kulm, der Völkerschlacht bei Leipzig, und der Schlacht bei Hanau. Danach nahm er 1814 am Feldzug in Frankreich teil und kämpfte bei Langres, in der Schlacht bei Champaubert, der Schlacht bei Montmirail, der Schlacht bei Château-Thierry und der Schlacht bei Vauchamps. Als Colonel-en-second (Stellvertretender Regimentskommandeur) der Grenadiers à cheval de la Garde impériale, wurde er in der Schlacht bei Craonne von einer Kanonenkugel getroffen, sodass ihm ein Bein amputiert werden musste.
Seit der Ersten Restauration war er Kommandeur der „École de cavalerie de Saumur“ (Kavallerieschule) in Saumur.

### Politische Karriere
Während der Herrschaft der Hundert Tage war er vom 16. Mai bis zum 1. Juni 1815 Deputierter des Département Maine-et-Loire. Er wurde für die Chambre des pairs nominiert. Bei der Rückkehr von Ludwig XVIII. wurde diese Nominierung jedoch verworfen.
Im Jahre 1821 wurde ihm der Ruhestand zugebilligt, von da an fungierte er als Generalrat des Département Yonne.
1832 wurde er doch noch Pair von Frankreich und „Commandant général de la garde nationale“ (Oberkommandierender der Nationalgarde).
Louis Marie Levesque de Laferrière starb am 23. November 1834 auf Schloss Vallery.

## Ehrungen
Sein Name ist als « Lque de la FERRIERE » in der 32. Kolonne auf dem Arc de triomphe verzeichnet.
- Chevalier der Légion d’honneur am 14. Juni 1804
  - Officier am 29. Mai 1807
  - Commandeur am 19. Dezember 1808
  - Grand-officier am 27. Dezember 1814
  - Grand-croix am 1. Mai 1824[1]
- Chevalier de Saint-Louis während der ersten Restauration
  - Grand-cordon des Ordens am 20. August 1823

Am 2. Juli 1808 wurde er zum Baron des Kaiserreichs (Baron de l’Empire) ernannt.